# Amelora oxytona
Amelora oxytona là một loài bướm đêm trong họ Geometridae.